# Street Kings
Street Kings (původně nazvaný The Night Watchman) je americký akční film z roku 2008 režírovaný Davidem Ayerem. Ve filmu vystupují hvězdy Keanu Reeves, Hugh Laurie a Forest Whitaker. Do kin byl uveden 11. dubna 2008, ale do českých kin se nedostal kvůli nedostatku vytvořených kopií. První návrh scénáře napsal James Ellroy pod názvem The Nightwatchman.